# Кубок алжирської ліги з футболу
Кубок алжирської ліги з футболу (араб. كأس الرابطة الوطنية الجزائرية لكرة القدم, фр. Coupe de la Ligue d'Algérie de football) — колишній другий за значимістю кубковий турнір Алжиру, що проводився серед клубів першого і другого дивізіону Алжиру.

## Історія
Перший кубок алжирської ліги був проведений в 1992 році, проте був припинений на стадії півфіналу. Перший повний турнір пройшов 1996 року, переможцем став «МК Оран». Після цього один сезон турнір не розігрувався, а у 1998 і 1999 році двічі поспіль його виграв «МК Алжир». Останній розіграш турніру був проведений 2000 року і його виграв «Белуїздад».

## Переможці та фіналісти
| Рік  | Переможець             | Рахунок                | Фіналіст               |                        |
| ---- | ---------------------- | ---------------------- | ---------------------- | ---------------------- |
| 1992 | Припинений у півфіналі | Припинений у півфіналі | Припинений у півфіналі | Припинений у півфіналі |
| 1996 | «МК Оран»              | 1-0                    | «УСМ Айн-Бейда»        |                        |
| 1998 | «МК Алжир»             | 1-0                    | «Ка Батна»             |                        |
| 2000 | «Белуїздад»            | 3-0                    | «МК Оран»              |                        |